# Пламмер, Пенелопа
Пенелопа Пламмер (англ. Penelope Plummer; род. 26 октября 1949, Мельбурн) — австралийская актриса

, фотомодель и королева красоты, получившая титул Мисс Мира 1968 года.

## Биография
Пенелопа Пламмер родилась 26 октября 1949 года в городе Мельбурне.
Восемнадцатилетняя библиотекарь

 из Кемпси, Новый Южный Уэльс, стала первой участницей из своей страны, завоевавшей титул. Конкурс проходил в столице Великобритании городе Лондоне.
После победы на конкурсе «Мисс мира» П. Пламмер появилась на рождественском шоу американского комика, актёра театра и кино, теле и радиоведущего Боба Хоупа 1969 года в южнокорейском городе Осане, вместе со шведско-американской актрисой Энн-Маргрет.
1 января 1970 года в Госфорде (Новый Южный Уэльс) Пенелопа Пламмер вышла замуж за Майкла Кларка.
В 1970 году одна из роз была названа в её честь «Пенелопа Пламмер».